# Gilles Quénéhervé
Gilles Quénéhervé, född den 17 maj 1966 i Paris, är en fransk före detta friidrottare som tävlade i kortdistanslöpning.
Quénéhervés främsta merit är silvermedaljen på 200 meter från VM 1987 i Rom där han blev slagen bara av amerikanen Calvin Smith. Han var i final vid inomhus-VM 1987 på 200 meter och slutade då på en fjärde plats. 
Han deltog vid Olympiska sommarspelen 1988 där han blev sexa på 200 meter. Vid samma mästerskap ingick han i det franska stafettlaget på 4 x 100 meter som blev bronsmedaljörer.

## Personliga rekord
- 200 meter - 20,16 från 1987